# Spel inspirerade av Civilization
Tidsaxel för de många datorspel och brädspel som inspirerats av brädspelet Civilization från 1980.

## Brädspelen
- 1980 - Civilization
- 1988 - Age Civilization
- 1991 - Advanced Civilization
- 1996 - Age of Renaissance
- 2002 - Civilization: The Board Game